# Павсаній (вбивця)
Павсаній (грец. Παυσανίας) — охоронець, коханець, а також убивця Філіпа II Македонського.

## Історія
Хоча Павсаній керувався особистими мотивами, вбивство Філіпа — справа вкрай темна та таємнича. Початок всьому поклала сварка Павсанія з іншим хлопцем, його тезкою, як стверджували з ревнощів до Філипа; при цьому Павсаній в запалі сварки звинуватив останнього в розпусті. Незабаром останній загинув в битві, але перед смертю заповів своєму коханому, знатному македонянину Атталу помститися за образу. Аттал запросив до себе Павсанія, напоїв його, після чого згвалтував спільно з іншими співтрапезниками. Павсаній звернувся до Філипа; але так як Аттал був дядьком і опікуном нової дружини царя, Клеопатри, то Філіп ходу справі не дав. Через кілька років після цих подій, уже після відбуття Аттала в азійський похід, в 336 до н. е., Павсаній вбиває Філіпа під час весілля царської дочки, але сам негайно гине від рук царських охоронців. Припускають, що за його спиною стояли зацікавлені особи: перша дружина царя Олімпіада, її син Олександр Македонський і новий зять царя Олександр Молоський.
Згідно  опису Діодора Сицилійського, тезка Павсанія, який послужив причиною вбивства, прийняв смерть під час битви з Плеврієм, прикривши Філіпа власним тілом.